# República de Nueva África

Bandera de la República de Nueva África, inspirada en la bandera panafricana.

Territorio que comprendería la República de Nueva África, correspondiente a los actuales estados de Luisiana, Misisipi, Alabama, Georgia y Carolina del Sur. Otros mapas también incorporan algunos condados del norte de Florida y el este de Texas.

La República de Nueva África (RNA) es una organización nacionalista negra y un movimiento separatista negro en los Estados Unidos popularizado por grupos militantes negros fundada en 1968. El movimiento Nueva África más grande en particular tiene tres objetivos:
- Creación de un país independiente de mayoría negra situado en el sureste de los Estados Unidos, en el corazón de un área de población mayoritariamente negra.
- Pago por parte del gobierno federal de varios miles de millones de dólares en reparaciones a los afroamericanos descendientes de esclavos por los daños infligidos a los africanos y sus descendientes por la esclavitud, las leyes Jim Crow y las formas modernas de racismo.
- Un referéndum de todos los afroamericanos para determinar sus deseos de ciudadanía. Los líderes del movimiento dicen que a sus antepasados no se les ofreció una opción en este asunto después de la emancipación en 1865 después de la guerra civil estadounidense.

La visión de este país fue promulgada por primera vez por la Sociedad Malcolm X el 31 de marzo de 1968, en una Conferencia del Gobierno Negro celebrada en Detroit, Míchigan. Los participantes de la conferencia redactaron una constitución y una declaración de independencia, e identificaron cinco estados del sur: Luisiana, Misisipi, Alabama, Georgia y Carolina del Sur (con áreas contiguas en el este de Texas y el norte de Florida) como territorio nacional subyugado.

## Historia
La Conferencia de Gobierno Negro (Black Government Conference) fue convocada por la Sociedad Malcolm X y el Grupo de Liderazgo Avanzado (GOAL), dos influyentes organizaciones establecidas en Detroit con amplia cantidad de seguidores. Esta reunión de fin de semana produjo una declaración de la independencia (firmada por 100 conferencistas de aproximadamente 500), una Constitución y el marco para un gobierno provisional. Robert F. Williams, un controvertido defensor de los derechos humanos, que más tarde se exilió en China, fue elegido como el primer presidente del gobierno provisional, el abogado Milton Henry (estudiante de las enseñanzas de Malcolm X) fue nombrado como el primer vicepresidente y Betty Shabazz, la viuda de Malcolm X, sirvió como segunda vicepresidenta.
El Gobierno Provisional de la República de Nueva África (PG-RNA) abogó por una forma de economía cooperativa a través de la construcción de nuevas comunidades, nombradas luego del concepto de Ujamaa promovido por el presidente tanzano Julius Nyerere, militante de la autodefensa mediante la construcción de locales de milicias populares y un ejército permanente sobre el suelo llamado la Legión Negra; y el respeto del derecho internacional mediante la construcción de organizaciones que defiendan el derecho de autodeterminación para personas de ascendencia africana.
La organización estuvo involucrada en numerosos temas controvertidos. Por ejemplo, intentó ayudar al área de Oceanhill-Brownsville en Brooklyn a separarse de los Estados Unidos durante el conflicto de 1968 por el control de las escuelas públicas. Además, participó en tiroteos en la Iglesia Bautista New Bethel en 1969 (durante el primer aniversario de la fundación) y otro en Jackson, Misisipi, en 1971. (Había anunciado que la capital de la República estaría en el condado de Hinds, Misisipi, ubicado en la granja de un miembro.) En los enfrentamientos, los agentes del orden resultaron muertos y heridos. Los miembros de la organización fueron procesados por los crímenes.

## Miembros notables
- Milton Henry, también conocido como "Hermano Gaidi Obadele", fue uno de los principales fundadores. Fue elegido primer vicepresidente de la administración fundadora en 1968.[4]
- La reina madre Moore fue miembro fundador. Ayudó a fundar el grupo y ayudó en el grupo tanto como pudo.
- Robert F. Williams fue un nacionalista negro elegido como el primer presidente de la República de Nueva África.[4]
- Betty Shabazz, viuda de Malcolm X, fue elegida como segunda vicepresidenta de la primera administración en 1968, trabajando junto a Williams y Henry.[4]
- Chokwe Lumumba, anteriormente Edwin Finley Taliaferro de Detroit, fue elegido segundo vicepresidente en 1971. Más tarde se convirtió en abogado y trabajó en Míchigan y Misisipi en defensa pública. Después de establecerse en Jackson, Misisipi, fue elegido para el consejo de la ciudad allí. Fue elegido alcalde en 2013, falleciendo en el cargo en febrero de 2014 por causas naturales.
- Sanyika Shakur, exlíder de Eight Tray Gangster Crips y autor (Monster: The Autobiography of an LA Gang Member).

### Líderes
- Robert F. Williams, presidente en el exilio (1968-1971)
- Imari Obadele, presidente (1971-1991)

## Publicaciones
- The Article Three Brief. 1973. (New Afrikans fought U.S. Marshals in an effort to retain control of the independent New Afrikan communities shortly after the U.S. Civil War.)
- Obadele, Imari Abubakari.  Foundations of the Black Nation.  154p.  Detroit. House of Songay, 1975.
- Brother Imari [Obadele, Imari].  War In America: The Malcolm X Doctrine.  45p.  Chicago. Ujamaa Distributors, 1977.
- Kehinde, Muata. RNA President Imari Obadele is Free After Years of Illegal U.S. Imprisonment.  In Burning Spear February 1980. Louisville. African Peoples Socialist Party. 4 p to 28 p.
- Obadele, Imari Abubakari.  The Malcolm Generation & Other Stories.   56p.  Philiadelphia. House of Songhay, 1982.
- Taifa, Nkechi, and Lumumba, Chokwe. Reparations Yes! 3rd ed.  Baton Rouge. House of Songhay, 1983, 1987, 1993.
- Obadele, Imari Abubakari.  Free The Land!: The True Story of the Trials of the RNA-11  Washington, D.C. House of Songhay, 1984.
- New Afrikan State-Building in North America. Ann Arbor. Univ. of Michigan Microfilm, 1985, pp. 345–357.
- "The First New Afrikan States".  In The Black Collegian, Jan./Feb. 1986.
- A Beginner's Outline of the History of Afrikan People, 1st ed. Washington, D.C. House of Songhay, Commission for Positive Education, 1987.
- America The Nation-State. Washington, D.C. and Baton Rouge. House of Songhay, Commission for Positive Education, 1989, 1988.
- Walker, Kwaku, and Walker, Abena. Black Genius. Baton Rouge. House of Songhay, Commission for Positive Education, 1991.
- Afoh, Kwame, Lumumba, Chokwe, and Obafemi, Ahmed. A Brief History of the Black Struggle in America, With Obadele's Macro-Level Theory of Human Organization. Baton Rouge. House of Songhay, Commission for Positive Education, 1991.
- RNA. A People's Struggle. RNA, Box 90604, Washington, D.C. 20090-0604.
- The Republic of New Africa New Afrikan Ujamaa: The Economics of the Republic of New Africa. 21p. San Francisco. 1970.
- Obadele, Imari Abubakari.  The Struggle for Independence and Reparations from the United States 142p. Baton Rouge. House of Songhay, 2004.
- Obadele, Imari A., editor  De-Colonization U.S.A.: The Independence Struggle of the Black Nation in the United States Centering on the 1996 United Nations Petition 228p. Baton Rouge. The Malcolm Generation, 1997.